# Arsinoe IV
Arsìnoe IV (in greco antico: Ἀρσινόη?, Arsinòē; 68 a.C. circa – Efeso, 41 a.C.) è stata una regina egizia, regnante tra il 48 e il 47 a.C. con il fratello Tolomeo XIII e in opposizione alla sorella Cleopatra. È stata una delle ultime sovrane della dinastia tolemaica d'Egitto.

## Biografia
Alla morte del padre, Tolomeo XIII e Cleopatra divennero correggenti d'Egitto, ma Tolomeo detronizzò la sorella maggiore e la costrinse ad abbandonare Alessandria d'Egitto.
Quando Giulio Cesare arrivò ad Alessandria nel 48 a.C. e si schierò dalla parte di Cleopatra, Arsinoe scappò dalla capitale, si rifugiò presso l'esercito, sotto il comando di Ganimede, e fu acclamata regina. Decise poi di allearsi con il fratello contro i romani, ma il loro esercito fu sconfitto nella guerra alessandrina (battaglia del Nilo) ed all'inizio del 47 a.C. fu catturata e condotta a Roma per il trionfo di Cesare del 46 a.C.
Risparmiata da Cesare per la giovane età, venne liberata ed esiliata nell'Artemision di Efeso, dove nel 41 a.C. fu fatta assassinare da Marco Antonio su istigazione della sorella Cleopatra.

## Tomba ad Efeso

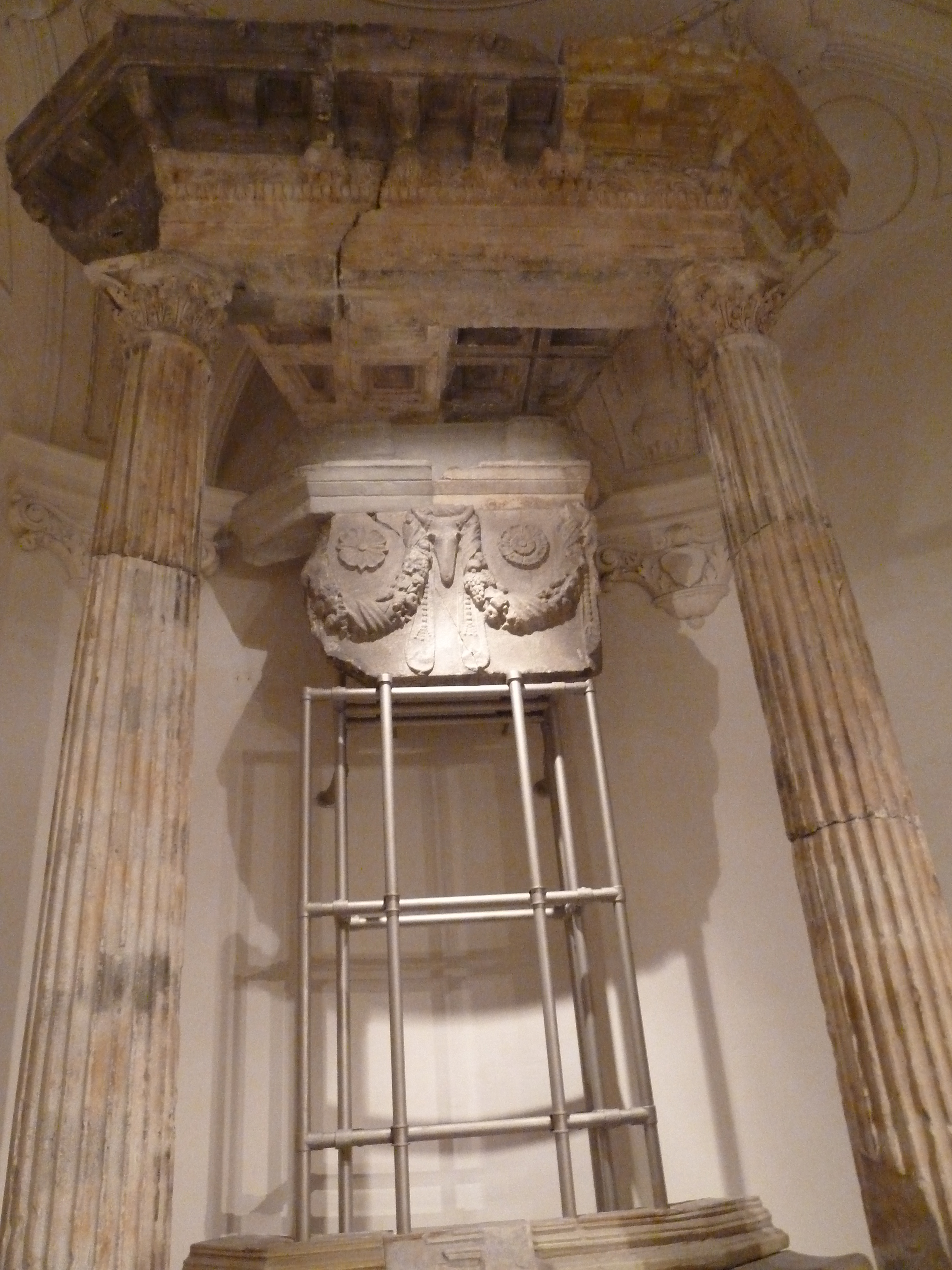
Resti ricomposti (comprendenti una parte della trabeazione, della peristasi e della cella decorata a bucrani) della tomba ottagonale di Efeso, attribuita ad Arsinoe (Vienna, Kunsthistorisches Museum)

Negli anni novanta la studiosa Hilke Thür dell'Accademia austriaca delle scienze propose di attribuire ad Arsinoe il mausoleo ottagonale posto alla fine della "via dei Cureti", nel centro di Efeso, in cui nel 1926 era stato rinvenuto uno scheletro di ragazza di poco meno di 20 anni. Il monumento era rimasto anonimo dalla sua scoperta, finché Hilke Thür non notò la coincidenza temporale con Arsinoe IV, uccisa all'età di circa 27 anni nel suo esilio di Efeso per istigazione di Cleopatra. L'identificazione, ipotizzata sulla base di uno studio stilistico, non era incompatibile con la datazione offerta dal carbonio-14, che collocava il corpo tra il 200 e il 20 a.C.
I negatori di questa teoria sostengono che, dato che lo scheletro appartiene a una ragazza di 15-20 anni, se si trattasse di Arsinoe difficilmente avrebbe potuto guidare la rivolta contro Cesare nel 48 a.C., quando era tra gli 8 e i 14 anni.  La data di nascita approssimativa, collocabile tra il 62 e il 68 a.C., è stata ricavata proprio in ragione del ruolo da lei assunto ai tempi della ribellione anti romana. Quindi l'età smentirebbe l'identificazione con il corpo della tomba, a meno che il ruolo di Arsinoe nella guerra tolomaica non sia stato ampiamente sopravvalutato.
Un ulteriore argomento di pareri discordi è costituito dal teschio (disperso durante la seconda guerra mondiale e non più rinvenuto ma di cui ci rimangono delle misurazioni e delle foto) che sembra dimostrare elementi tanto caucasici quanto negroidi (presentava naso leptorrino ma leggermente camuso, mentre il cranio era dolicocefalo). In realtà alcuni studiosi non considerano determinanti le misure craniche a riprova dell'identificazione razziale. Chi esclude l'identità di Arsinoe obietta che gli antenati dei Tolomei erano greco-macedoni (caucasici). Chi invece la sostiene obietta che Arsinoe era soltanto sorellastra di Cleopatra, e quindi poteva anche avere una madre africana. 
Se l'identificazione fosse confermata, si tratterebbe del primo membro della dinastia tolemaica di cui ci sia giunto il corpo. La tesi della Thür non ha trovato consenso unanime tra gli studiosi ma è da ritenersi la più suggestiva finora proposta per quella sepoltura.
Uno studio del 2025 ha accertato che lo scheletro appartiene ad un soggetto di sesso maschile della età di 11-14 anni, smentendo definitivamente l'ipotesi che potesse identificarsi con la salma di Arsinoe IV. Lo studio dei dati genetici inoltre fanno ipotizzare la provenienza dei suoi diretti antenati dalla penisola italiana e forse dall'area romana.

## Ascendenza
|                  |   |               | Genitori     |  |  | Nonni |  |  | Bisnonni     |  |  | Trisnonni |  |
|                  |   |               |              |  |  |       |  |  | Tolomeo VIII |  |  | Tolomeo V |  |
|                  |   |               |              |  |  |       |  |  | Tolomeo VIII |  |  | Tolomeo V |  |
|                  |   | Cleopatra I   |              |  |  |       |  |  | Tolomeo VIII |  |  |           |  |
| Tolomeo IX       |   |               |              |  |  |       |  |  | Tolomeo VIII |  |  |           |  |
|                  |   | Cleopatra III | Tolomeo VI   |  |  |       |  |  |              |  |  |           |  |
|                  |   | Cleopatra III | Tolomeo VI   |  |  |       |  |  |              |  |  |           |  |
|                  |   | Cleopatra III | Cleopatra II |  |  |       |  |  |              |  |  |           |  |
| Tolomeo XII      |   | Cleopatra III |              |  |  |       |  |  |              |  |  |           |  |
|                  |   | Tolomeo VIII  | Tolomeo V    |  |  |       |  |  |              |  |  |           |  |
|                  |   | Tolomeo VIII  | Tolomeo V    |  |  |       |  |  |              |  |  |           |  |
|                  |   | Tolomeo VIII  | Cleopatra I  |  |  |       |  |  |              |  |  |           |  |
| Cleopatra Selene |   | Tolomeo VIII  |              |  |  |       |  |  |              |  |  |           |  |
|                  |   | Cleopatra III | Tolomeo VI   |  |  |       |  |  |              |  |  |           |  |
|                  |   | Cleopatra III | Tolomeo VI   |  |  |       |  |  |              |  |  |           |  |
|                  |   | Cleopatra III | Cleopatra II |  |  |       |  |  |              |  |  |           |  |
| Arsinoe IV       |   | Cleopatra III |              |  |  |       |  |  |              |  |  |           |  |
|                  | … | …             |              |  |  |       |  |  |              |  |  |           |  |
|                  | … | …             |              |  |  |       |  |  |              |  |  |           |  |
|                  | … | …             |              |  |  |       |  |  |              |  |  |           |  |
| …                | … |               |              |  |  |       |  |  |              |  |  |           |  |
|                  |   | …             | …            |  |  |       |  |  |              |  |  |           |  |
|                  |   | …             | …            |  |  |       |  |  |              |  |  |           |  |
|                  |   | …             | …            |  |  |       |  |  |              |  |  |           |  |
| …                |   | …             |              |  |  |       |  |  |              |  |  |           |  |
|                  |   | …             | …            |  |  |       |  |  |              |  |  |           |  |
|                  |   | …             | …            |  |  |       |  |  |              |  |  |           |  |
|                  |   | …             | …            |  |  |       |  |  |              |  |  |           |  |
| …                |   | …             |              |  |  |       |  |  |              |  |  |           |  |
|                  |   | …             | …            |  |  |       |  |  |              |  |  |           |  |
|                  |   | …             | …            |  |  |       |  |  |              |  |  |           |  |
|                  |   | …             | …            |  |  |       |  |  |              |  |  |           |  |
|                  |   | …             |              |  |  |       |  |  |              |  |  |           |  |